# Henderson, Nevada
Henderson är en stad i Clark County i delstaten Nevada, USA. Staden är belägen 1 mil sydöst om Las Vegas. Henderson har fått sitt namn efter politikern Charles B. Henderson.

## Explosionen vid PEPCON

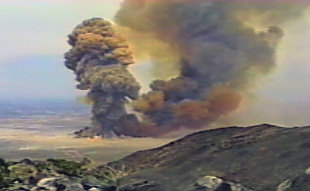
Svampmolnet efter en av explosionerna på PEPCON.

Under 1950-talet uppförde företaget PEPCON en fabrik för tillverkning av raketbränsle på en öde plats utanför Henderson som vid denna tid hade drygt 3 600 invånare.
Under 1980-talet hade staden växt till ca 25 000 invånare och fabriken låg vid denna tid omkring 3 kilometer utanför Henderson och tillverkade bland annat ammoniumperklorat, ett oxidationsmedel i raketbränslet till rymdfärjans fastbränsleraketer.
Efter Challengerolyckan den 28 januari 1986 avbröts alla uppskjutningar, men beställningarna av raketbränsle fortsatte. Efter två år hade lagren av ammoniumperklorat antagit gigantiska dimensioner med tusentals 200 liters oljefat staplade på varandra.
Den 4 maj 1988 vid 11:30-tiden var olyckan framme. En brand startade vid svetsarbeten och spred sig snabbt. Efter 10 minuter antändes lagren med ammoniumperklorat, som tillsammans med andra kemikalier startade en explosionsartad brand. Efter en serie med kraftiga explosioner totalförstördes anläggningen i två massiva explosioner, som motsvarade ca 1000 ton trotyl eller 3-3,5 på Richterskalan. Två människor dödades och 372 skadades. Många i Henderson skadades av kringflygande glassplitter när stadens fönsterrutor krossades av tryckvågen. Glasrutor spräcktes så långt som 1,5 mil från explosionen.
Efter olyckan revs det som var kvar av anläggningen och produktionen flyttades till en säkrare plats 23 km från Cedar City i Utah. Platsen där kemifabriken stod är nu en del av staden Henderson, som växt till ca 260 000 invånare (2011). 